# Dominic Vincze
Dominic Vincze (* 1. März 2004) ist ein österreichischer Fußballspieler.

## Karriere
Vincze begann seine Karriere beim Wiener Sportklub. Zur Saison 2013/14 wechselte er in die Jugend des SK Rapid Wien, bei dem er ab der Saison 2018/19 auch in der Akademie sämtliche Altersstufen durchlief. Im September 2021 debütierte der Verteidiger bei seinem Kaderdebüt für die zweite Mannschaft der Wiener in der 2. Liga, als er am siebten Spieltag der Saison 2021/22 gegen den FC Liefering in der 90. Minute für Denis Bosnjak eingewechselt wurde. Dies blieb sein einziger Saisoneinsatz. Zur Saison 2022/23 rückte er fest in den Kader der Zweitligamannschaft, kam aber erneut nur einmal zum Einsatz. Rapid II stieg zu Saisonende in die Regionalliga ab.
Im April 2024 stand Vincze gegen den SK Sturm Graz erstmals im Bundesligakader der Wiener. Sein Debüt in der Bundesliga folgte dann im Mai 2024 gegen den FC Red Bull Salzburg. Insgesamt kam er für Rapid zu sechs Bundesligaeinsätzen. Zur Saison 2025/26 wurde er an den Ligakonkurrenten TSV Hartberg verliehen.